# Memecylon myrianthum
Memecylon myrianthum är en tvåhjärtbladig växtart som beskrevs av Ernest Friedrich Gilg. Memecylon myrianthum ingår i släktet Memecylon och familjen Melastomataceae. Inga underarter finns listade i Catalogue of Life.